# بابیتسه ناد سویتاووو
بابیتسه ناد سویتاووو (به چکی: Babice nad Svitavou) یک منطقهٔ مسکونی در جمهوری چک است که در ناحیه برنو-تسوونتری واقع شده‌است. بابیتسه ناد سویتاووو ۱۷٫۴۲ کیلومتر مربع مساحت و ۱٬۰۲۵ نفر جمعیت دارد و ۴۲۰ متر بالاتر از سطح دریا واقع شده‌است.